# 만세통천
만세통천(萬歲通天, 696년 3월 ~ 697년 9월)는 무주(武周) 성신제(聖神帝) 측천무후(則天武后) 무조(武曌)의 여덟번째 연호이다. 약 1년 6개월 동안 사용하였다. 

## 개원
- 만세등봉(萬歲登封) 원년 3월 16일[1](696년 4월 22일)에 연호를 만세통천(萬歲通天)으로 개원함.[2][3][4][5]

- 만세통천(萬歲通天) 2년 9월 9일[6](697년 9월 29일)에 연호를 신공(神功)으로 개원함.[2][3][7][5][8]

## 연대 대조표
| 만세통천 | 서기(西紀)                 | 간지(干支) |
| 원년     | 695년 11월 ~ 696년 10월    | 병신(丙申) |
| 2년      | 696년 11월 ~ 697년 윤 10월 | 정유(丁酉) |

## 삭일(1일)
| 만세통천 원년 (696년) | 삭일 (음력) | 율리우스력      | 만세통천 2년 (697년) | 삭일 (음력) | 율리우스력      |
| 정월 (11월)           | 을사 (乙巳) | 695년 12월 12일 | 정월 (11월)          | 기해 (己亥) | 696년 11월 30일 |
| 납월 (12월)           | 갑술 (甲戌) | 696년 1월 10일  | 납월 (12월)          | 기사 (己巳) | 12월 30일       |
| 1월                   | 갑진 (甲辰) | 2월 9일         | 1월                  | 무술 (戊戌) | 697년 1월 28일  |
| 2월                   | 계유 (癸酉) | 3월 9일         | 2월                  | 무진 (戊辰) | 2월 27일        |
| 3월                   | 임인 (壬寅) | 4월 7일         | 3월                  | 정유 (丁酉) | 3월 28일        |
| 4월                   | 임신 (壬申) | 5월 7일         | 4월                  | 병인 (丙寅) | 4월 26일        |
| 5월                   | 신축 (辛丑) | 6월 5일         | 5월                  | 병신 (丙申) | 5월 26일        |
| 6월                   | 신미 (辛未) | 7월 5일         | 6월                  | 을축 (乙丑) | 6월 24일        |
| 7월                   | 신축 (辛丑) | 8월 4일         | 7월                  | 을미 (乙未) | 7월 24일        |
| 8월                   | 경오 (庚午) | 9월 2일         | 8월                  | 갑자 (甲子) | 8월 22일        |
| 9월                   | 경자 (庚子) | 10월 2일        | 9월                  | 갑오 (甲午) | 9월 21일        |
| 10월                  | 경오 (庚午) | 11월 1일        | 10월                 | 갑자 (甲子) | 10월 21일       |
| -                     | -           | -               | 윤10월               | 갑오 (甲午) | 11월 20일       |

## 같이 보기
- 중국의 연호 목록